# Спиридон Благоев
Спиридон Благоев (на македонска литературна норма: Спиридон Благоев) е гръцки комунистически деец и историк от Република Македония.

## Биография
Роден е на 7 февруари 1926 година в леринското село Пътеле. През 1938 година завършва шестгодишно училище като учи на гръцки език. През 1940 започва да работи в държавно предприятие. След немската окупация на Гърция през 1941 влиза във Федерацията на комунистическата младеж на Гърция (ОКНЕ) и Националната общогръцка огранизация на младежите (ЕПОН). В началото на 1942 става член на секретариата на ЕПОН в селото си, а от май 1942 е член на ГКП. През първата половина на 1943 заминава да работи в Суровичкия районен комитет на ГКП. Същото лято става партизанин. През лятото на 1946 по време на Гражданската война в Гърция влиза в Демократичната армия на Гърция в щаба на планината Вич. В отделни периоди е комисар на взвод, рота в Леринско-костурския македонски народоосвободителен батальон. Отделно е бил помощник-политически комисар на батальон, а между 1946 и 1947 е отговорен за македонците в батальона. От началото на 1948 влиза в 107 бригада на ДАГ, където се пенсионира с чин поручик към октомври 1949 година. Впоследствие емигрира в Ташкент. Там в периода 1951 – 1955 учи във Факултета по механика. От 1960 до 1966 учи в Юридическия факултет на Ташкентския университет В. И. Ленин. Между 1972 и 1978 е научен сътрудник в Института по философия и право към Академията на науките на Узбекистан. През 1979 година заминава за Скопие и започва да работи като научен сътрудник до пенсионирането си през 1989 година. Пише статии за егейските македонци и проучва архивите на СССР за съвременната история на Македония.